# Extragear
Extragear es una colección de aplicaciones KDE que están asociadas con el proyecto KDE. Estas aplicaciones no forman parte de la distribución principal de KDE por diversas razones, pero todavía son parte del proyecto. Esto les da mayor visibilidad a traductores y escritores de documentación. Entre estas aplicaciones hay alguna de las más importantes de KDE como Amarok, K3b o Konversation.
Hay múltiples razones para que una aplicación no forme parte oficialmente de KDE, por ejemplo:
- Duplicación de funcionalidad
- Muy especializadas (como KSMSend)
- Independencia del proyecto KDE

Las aplicaciones de Extragear pueden ser lanzadas independientemente de KDE teniendo diferentes ciclos de desarrollo.

## Lista de aplicaciones en Extragear
Lista parcial de aplicaciones que están actualmente en KDE Extragear.
- Amarok, reproductor de audio
- DigiKam, gestor de fotografía digital
- Filelight, analizador gráfico de espacio en discos
- Gwenview, visor de imágenes
- K3b, grabador de CD y DVD
- Kaffeine, reproductor multimedia
- kdetv, programa para ver televisión
- KPhotoAlbum (anteriormente denominado KimDaBa), álbum de fotos.
- Kile, un editor de LaTeX
- KMLDonkey, frontend para MLDonkey (una potente aplicación de compartición de archivos P2P)
- Konversation, cliente IRC
- KTorrent, cliente BitTorrent
- YaKuake, emulador de terminal
- KColorEdit, editor de paletas de colores.
- KIconEdit, editor de iconos y logos.